# Kullu
Kullu vagy Kulu (hindi:  कुल्लू, Kullū) kisváros Észak-Indiában, Himácsal Prades államban. Az azonos nevű körzet (district) székhelye. Lakossága 18 500 fő volt 2011-ben.
A település a Himalája lábainál, a Beász folyó völgyében fekszik, mintegy 1250 méter magasan.
Közigazgatási és kereskedelmi központ. Fő gazdasági tényező a mezőgazdaság (alma, szilva, borsó, mandula, vörösrizstermesztés stb.) és a kézművesipar. Emellett a turizmus is fontos szerepet játszik (főleg belföldi turizmus).

## Turizmus
Több templom is akad a városban, ami megtekintésre érdemes, de Kullu igazán a Dasséra-ünnep idején elevenedik meg (rendszerint októberben), amikor látogatók özönlenek a városba, hogy megtekintsék az itteni látványos ünnepségeket.
A környék legérdekesebb temploma a Kullutól 8 km-re délkeletre álló, egy meredek lépcsőn megközelíthető Bídzslí Mahádéva nevű templom, mely tetejéről lélegzetelállító kilátás nyílik. A templom húsz méter magas zászlórúdja vonzza a villámokat. Ezt itt az isteni áldás kifejeződésének tekintik. Amikor a villám belecsap a zászlórúdba, a templomban lezuhan Siva-lingamja. Ezt minden alkalommal a pap helyezi vissza, ahol a következő villámig marad a helyén.

## Galéria

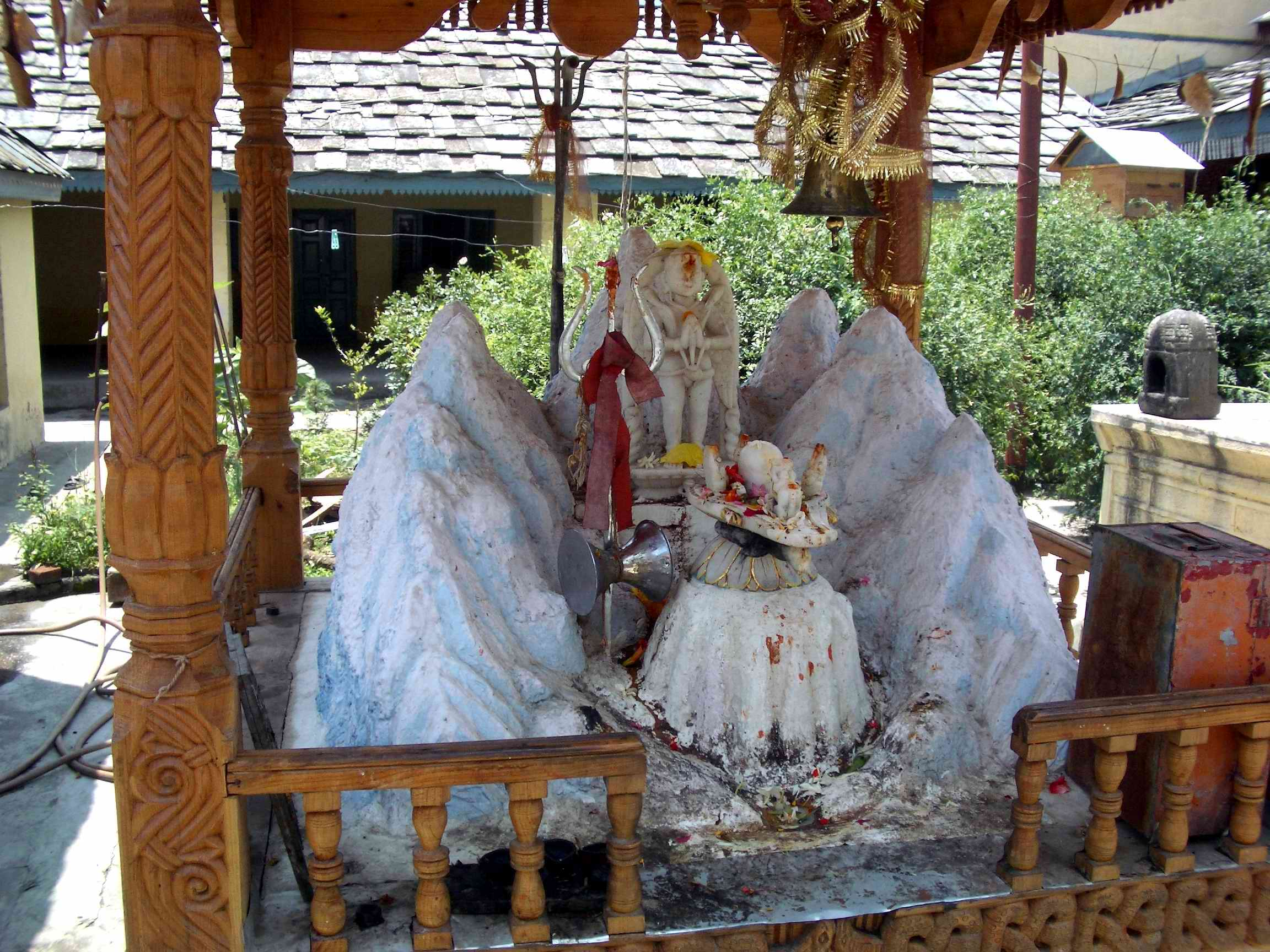
Siva-szentély, Kullu
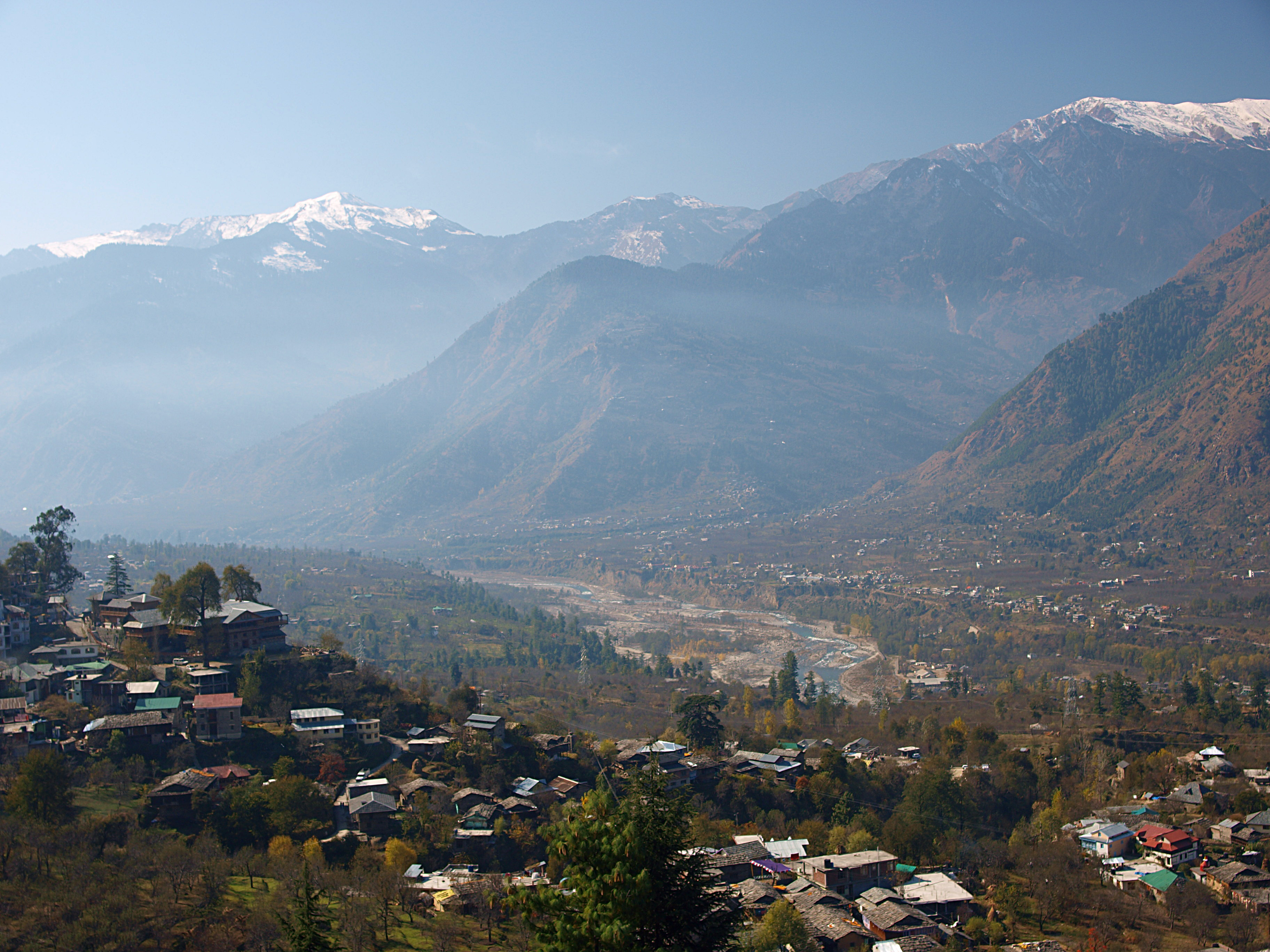
A Himalája és a Kullu-völgy
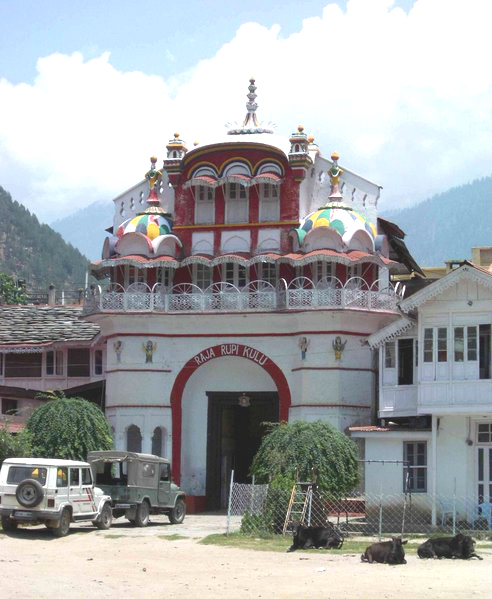
Raja Rupi Kulu-palota
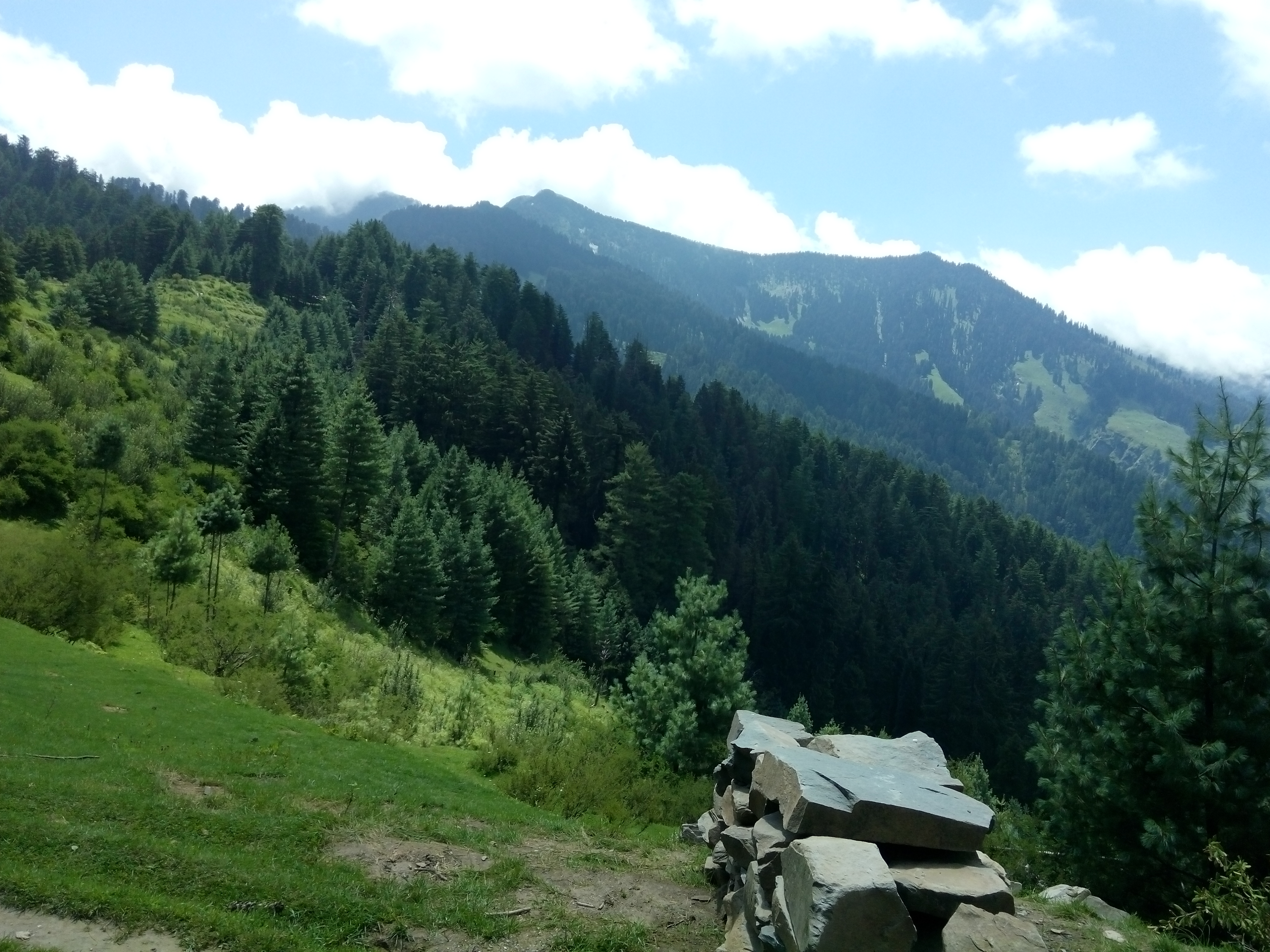
Tájkép, Kais Dhar
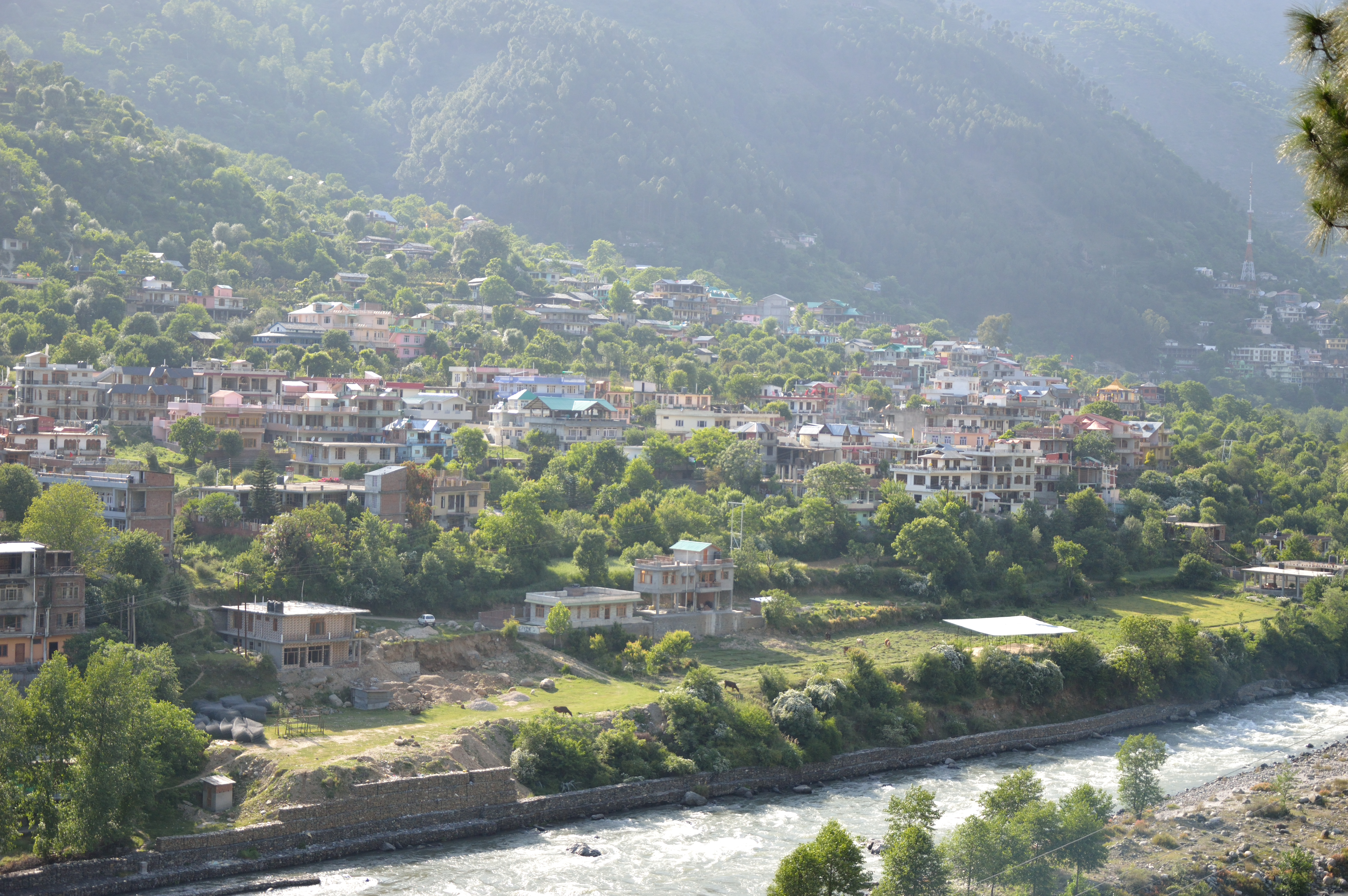
Városkép
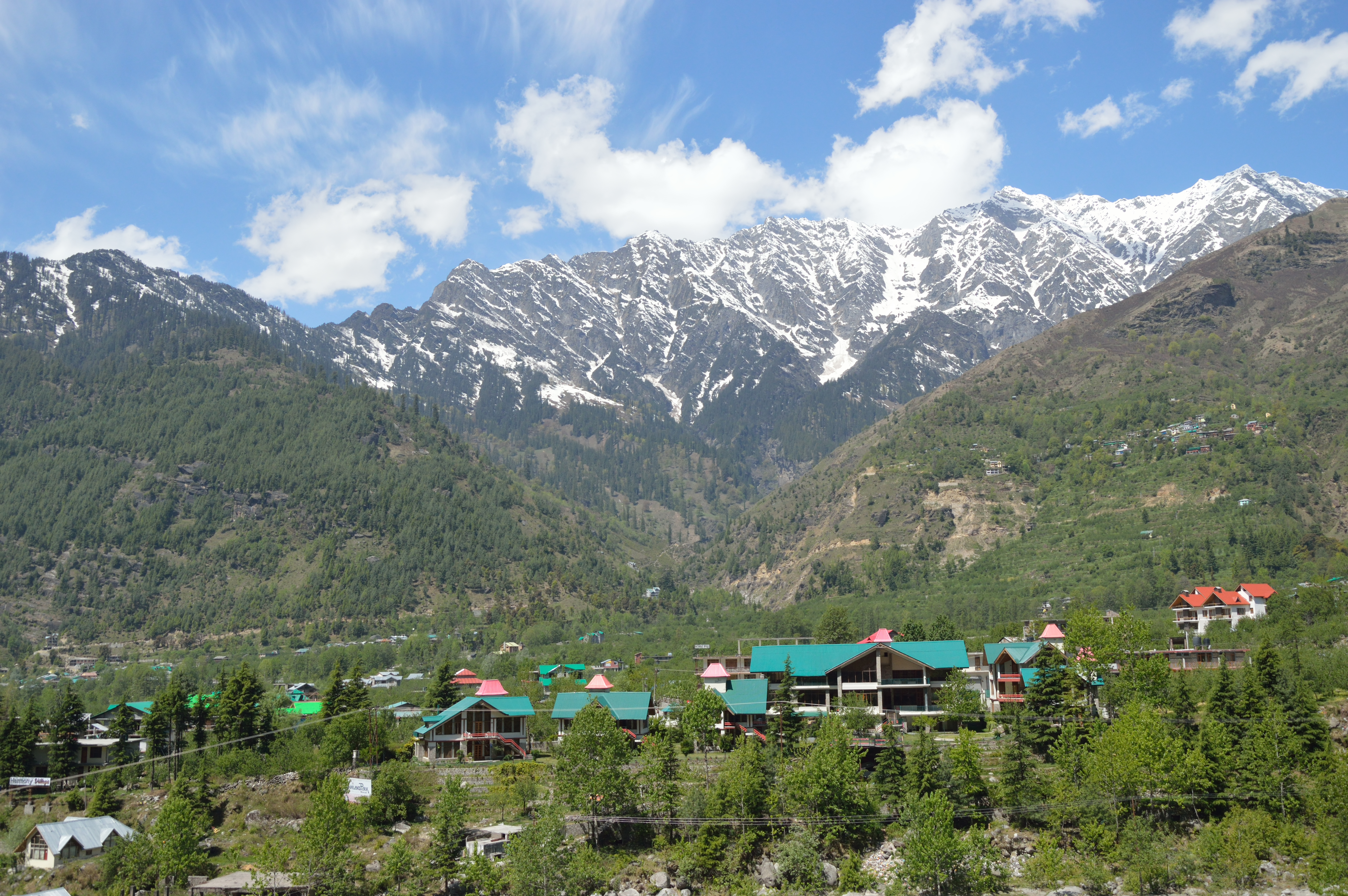
Tájkép

## Fordítás
- Ez a szócikk részben vagy egészben  a   Kullu című német Wikipédia-szócikk fordításán alapul.  Az eredeti cikk szerkesztőit annak laptörténete sorolja fel. Ez a jelzés csupán a megfogalmazás eredetét és a szerzői jogokat jelzi, nem szolgál a cikkben szereplő információk forrásmegjelöléseként.